# Skoky do vody na mistrovství Evropy v plaveckých sportech 1962
Závody v skocích do vody na mistrovství Evropy v plaveckých sportech za rok 1962 proběhly v Lipsku, Východní Německo ve dnech 18. až 25. srpna 1962.

## Československá stopa
Československo reprezentovali Tomáš Bauer (*1932) a Karel Hejl (*1939). Oba z pražského klubu Dynamo. V disciplíně skoku z 3 m prkna obsadil Bauer v kvalifikaci 15. místo z 22  závodníků. V disciplíně skoku z 10 m věže obsadil Hejl v kvalifikaci 18. místo z 22 závodníků.

## Výsledky
| Muži              | Zlato                  | Zlato  | Stříbro                    | Stříbro | Bronz                      | Bronz  |
| ----------------- | ---------------------- | ------ | -------------------------- | ------- | -------------------------- | ------ |
| Skoky z 3 m prkna | Kurt Mrkwicka (AUT)    | 147,21 | Hans-Dieter Pophal (GDR)   | 145,70  | Boris Poluljach (URS)      | 145,20 |
| Skoky z 10 m věže | Brian Phelps (GBR)     | 150,81 | Rolf Sperling (GDR)        | 148,24  | Gennadij Galkin (URS)      | 143,18 |
| Ženy              | Zlato                  | Zlato  | Stříbro                    | Stříbro | Bronz                      | Bronz  |
| Skoky z 3 m prkna | Ingrid Krämerová (GDR) | 153,57 | Christiane Lanzkeová (GDR) | 137,78  | Natalija Kuzněcovová (URS) | 133,78 |
| Skoky z 10 m věže | Ingrid Krämerová (GDR) | 107,96 | Ninel Krutovová (URS)      | 95,72   | Gabriele Schöpeová (GDR)   | 90,88  |

## Medailová bilance
Ve skocích do vody se rozdělily celkem 4 sady medailí.
| Pořadí | Stát                     |       | Muži    | Muži  | Muži  |         | Ženy  | Ženy  | Ženy    |       | Muži + Ženy | Muži + Ženy | Muži + Ženy | Celkem |
| Pořadí | Stát                     | Zlato | Stříbro | Bronz | Zlato | Stříbro | Bronz | Zlato | Stříbro | Bronz |             |             |             | Celkem |
| ------ | ------------------------ | ----- | ------- | ----- | ----- | ------- | ----- | ----- | ------- | ----- | ----------- | ----------- | ----------- | ------ |
| 1.     | Východní Německo (GDR)   |       | 0       | 2     | 0     |         | 2     | 1     | 1       |       | 2           | 3           | 1           | 6      |
| 2.     | Rakousko (AUT)           |       | 1       | 0     | 0     |         | 0     | 0     | 0       |       | 1           | 0           | 0           | 1      |
| 2.     | Spojené království (GBR) |       | 1       | 0     | 0     |         | 0     | 0     | 0       |       | 1           | 0           | 0           | 1      |
| 4.     | Sovětský svaz (URS)      |       | 0       | 0     | 2     |         | 0     | 1     | 1       |       | 0           | 1           | 3           | 4      |
| Celkem | Celkem                   |       | 2       | 2     | 2     |         | 2     | 2     | 2       |       | 4           | 4           | 4           | 12     |